# Dyakia chlorosoma
Dyakia chlorosoma is een slakkensoort uit de familie van de Dyakiidae. De wetenschappelijke naam van de soort is voor het eerst geldig gepubliceerd in 2015 door Vermeulen, Liew en Schilthuizen.